# Глазок (река)
Глазок (Хлопчельник) — река в России, протекает по территории Мичуринского района Тамбовской области. Левый приток реки Лесной Воронеж.

## География
Река Глазок берёт начало на северо-востоке Мичуринского района. Течёт на юго-запад по открытой местности. Устье реки находится у села Глазок в 69 км по левому берегу реки Лесной Воронеж. Длина реки составляет 18 км.

## Данные водного реестра
По данным государственного водного реестра России относится к Донскому бассейновому округу, речной подбассейн реки — бассейны притоков Дона до впадения Хопра. Речной бассейн реки — Дон (российская часть бассейна).
Код объекта в государственном водном реестре — 05010100512107000002528.